# Peugeot Typ 6

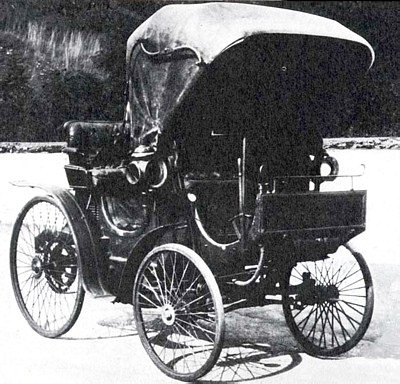
Peugeot Type 6 - 1894

Der Peugeot Typ 6 ist ein frühes Automodell des französischen Automobilherstellers Peugeot, von dem 1894 im Werk Valentigney 7 Exemplare produziert wurden.
Die Fahrzeuge besaßen einen Zweizylinder-Viertaktmotor nach Lizenz Daimler, der im Heck angeordnet war und über Ketten die Hinterräder antrieb. Der Motor leistete aus 565 cm³ Hubraum 2 PS.
Bei einem Radstand von 165 cm und einer Spurbreite von 129 cm vorne bzw. 131 cm hinten betrug die Fahrzeuglänge 265 cm, die Fahrzeugbreite 142 cm und die Fahrzeughöhe 250 cm. Die Karosserieform Phaeton bot Platz für vier Personen.